# Ulderico Carpegna
Ulderico Carpegna (ur. 15 albo 25 maja 1595 w Pennabilli, zm. 24 stycznia 1679 w Rzymie) – włoski kardynał.

## Życiorys
Urodził się 15 albo 25 maja 1595 roku w Pennabilli, jako syn Tommasa Carpegna di Carpegna i Vittorii Landriany. Po studiach uzyskał doktorat utroque iure. 23 września 1630 roku został wybrany biskupem Gubbio, a piętnaście dni później przyjął sakrę. 28 listopada 1633 roku został kreowany kardynałem prezbiterem i otrzymał kościół tytularny S. Anastasiae. W 1638 roku został przeniesiony do diecezji Todi i pełnił funkcję biskupa około pięciu lat. 11 października 1666 roku został podniesiony do rangi kardynała biskupa i otrzymał diecezją suburbikarną Albano. W 1675 roku został prefektem Kongregacji ds. Obrzędów, a z racji objęcia diecezji Porto-Santa Rufina, został subdziekanem Kolegium Kardynalskiego. Zmarł 24 stycznia 1679 roku w Rzymie.